# Vorsatz (Theologie)
Der gute Vorsatz ist Bestandteil der katholischen Beichte. Er ist die Fortsetzung der Reue und richtet den guten Willen auf eine oder mehrere konkrete Situationen aus, in denen der Beichtende künftig das Böse (vor allem schwere Sünden) meiden und das Gute tun will. Der gute Vorsatz ermöglicht so die ersten Schritte der Besserung des Beichtenden. Er soll konkret, machbar klein und spürbar groß sein.

## Zitat
„Das Gute verbleibt sehr häufig auf der belanglosen Ebene allgemeinster Vorsätze; der Gleichgültigkeit und der Bosheit bleibt der weite Raum konkreter Alltagspragmatik überlassen.“